# Allium sarychelekense
Allium sarychelekense — вид квіткових рослин з підродини цибулевих (Allioideae). Ендемік Киргизстану.